# Freak like Me
Freak like Me è il singolo di debutto della cantante statunitense Adina Howard, pubblicato nel 1995 dall'etichetta discografica East West.

## Descrizione
Billboard ha descritto Freak like Me come "un'orecchiabile melodia R&B con un ritmo g-funk". La batteria presente nella melodia rappresenta un campionamento dal brano degli Sly & the Family Stone Sing a Simple Song. La canzone contiene anche un campionamento di I'd Rather Be with You dei Bootsy's Rubber Band.
Per quanto riguarda il testo, la canzone è stata scritta da George Clinton Jr., Bootsy Collin, Eugene Hanes, Marc Valentine, Loren Hill, Gary Lee Cooper. Il brano al momento della sua pubblicazione era contenuto nel primo album della cantante, Do You Wanna Ride?.
In onore del 20° anniversario della canzone, nel 2015 è stato prodotto un documentario incentrato sull'impatto che la canzone, nonché la stessa cantante Adina Howard, hanno avuto sulla liberazione sessuale nella musica degli anni '90: il progetto è intitolato appunto Adina Howard 20: A Story of Sexual Liberation. Tale documentario ha poi ricevuto una candidatura per il "miglior documentario indipendente" ai Black Reel Awards del 2016.

## Tracce
1. Freak like Me (Radio Version) - 4:04
2. Freak like Me (Remix) - 4:17 (featuring rap by Inspector Rick)
3. Freak like Me (Dub Instrumental) - 4:12
4. Freak like Me (Remix Without Rap) - 4:06
5. Freak like Me (Instrumental) - 4:10
6. Freak like Me (Accapella) - 2:35

## Classifiche
| Classifica (1995) | Posizione raggiunta |
| ----------------- | ------------------- |
| Nuova Zelanda     | 22                  |
| Paesi Bassi       | 26                  |

## Versione delle Sugababes
Freak like Me è stata ripubblicata come singolo dal gruppo musicale pop britannico Sugababes il 22 aprile 2002 dall'etichetta discografica Island.
La canzone è stata prodotta da Richard X, è un mash-up sulla base campionata di Are Friends Electric? di Gary Numan del 1979 ed è stata estratta dal secondo album del gruppo, Angels with Dirty Faces.

## Tracce e formati
CD
1. Freak like Me [Radio Edit] - 3:14
2. Freak like Me [We Don't Give A Damn Mix] - 3:39
3. Breathe Easy - 4:09
4. Freak like Me [Video] - 3:39

Vinyl
1. Freak like Me [Different Gear Mix]
2. Freak like Me [We Don't Give A Damn Mix] - 3:39
3. Freak like Me [Capoeira Twins Mix]
4. Freak like Me [Jameson Mix]

## Classifiche
| Classifica (2002) | Posizione raggiunta |
| ----------------- | ------------------- |
| Belgio (Vallonia) | 1                   |
| Regno Unito       | 1                   |
| Irlanda           | 2                   |
| Norvegia          | 4                   |
| Belgio (Fiandre)  | 10                  |
| Svizzera          | 11                  |
| Danimarca         | 13                  |
| Austria           | 22                  |
| Nuova Zelanda     | 25                  |
| Svezia            | 27                  |
| Germania          | 27                  |
| Paesi Bassi       | 31                  |
| Australia         | 44                  |
| Italia            | 29                  |